# Gary Kelly
Gary Oliver Kelly (Drogheda, 9 luglio 1974) è un ex calciatore irlandese, di ruolo difensore.

## Carriera
Nelle giovanili ha giocato nel Drogheda United e nell'Home Farm, trascorrendo tutta la carriera professionistica nel Leeds United, totalizzando 430 presenze e 2 reti. In nazionale invece, ha totalizzato 52 presenze e 2 reti.

## Statistiche

### Presenze e reti nei club
| Stagione  | Squadra | Campionato | Campionato | Campionato | Coppe nazionali | Coppe nazionali | Coppe nazionali | Coppe europee | Coppe europee | Coppe europee | Altre coppe | Altre coppe | Altre coppe | Totale | Totale |
| Stagione  | Squadra | Comp       | Pres       | Reti       | Comp            | Pres            | Reti            | Comp          | Pres          | Reti          | Comp        | Pres        | Reti        | Pres   | Reti   |
| --------- | ------- | ---------- | ---------- | ---------- | --------------- | --------------- | --------------- | ------------- | ------------- | ------------- | ----------- | ----------- | ----------- | ------ | ------ |
| 1991-1992 | Leeds   | FD         | 2          | 0          | FACup+Cdl       | 0+1             | 0               | -             | -             | -             | -           | -           | -           | 3      | 0      |
| 1992-1993 | Leeds   | PL         | 0          | 0          | FACup+Cdl       | 0+0             | 0               | -             | -             | -             | -           | -           | -           | 0      | 0      |
| 1993-1994 | Leeds   | PL         | 42         | 0          | FACup+Cdl       | 3+2             | 0               | -             | -             | -             | -           | -           | -           | 47     | 0      |
| 1994-1995 | Leeds   | PL         | 42         | 0          | FACup+Cdl       | 4+2             | 0               | -             | -             | -             | -           | -           | -           | 48     | 0      |
| 1995-1996 | Leeds   | PL         | 34         | 0          | FACup+Cdl       | 5+8             | 0               | CU            | 4             | 0             | -           | -           | -           | 51     | 0      |
| 1996-1997 | Leeds   | PL         | 36         | 2          | FACup+Cdl       | 4+3             | 0               | -             | -             | -             | -           | -           | -           | 43     | 2      |
| 1997-1998 | Leeds   | PL         | 34         | 0          | FACup+Cdl       | 4+3             | 0               | -             | -             | -             | -           | -           | -           | 41     | 0      |
| 1998-1999 | Leeds   | PL         | 0          | 0          | FACup+Cdl       | 0+0             | 0               | -             | -             | -             | -           | -           | -           | 0      | 0      |
| 1999-2000 | Leeds   | PL         | 31         | 0          | FACup+Cdl       | 3+2             | 0               | CU            | 11            | 0             | -           | -           | -           | 47     | 0      |
| 2000-2001 | Leeds   | PL         | 24         | 0          | FACup+Cdl       | 1+1             | 0               | UCL           | 12            | 0             | -           | -           | -           | 36     | 0      |
| 2001-2002 | Leeds   | PL         | 20         | 0          | FACup+Cdl       | 1+1             | 0               | CU            | 3             | 0             | -           | -           | -           | 25     | 0      |
| 2002-2003 | Leeds   | PL         | 25         | 0          | FACup+Cdl       | 4+0             | 1+0             | CU            | 6             | 0             | -           | -           | -           | 35     | 1      |
| 2003-2004 | Leeds   | PL         | 37         | 0          | FACup+Cdl       | 2+0             | 0               | -             | -             | -             | -           | -           | -           | 39     | 0      |
| 2004-2005 | Leeds   | FLC        | 43         | 0          | FACup+Cdl       | 1+3             | 0               |               | -             | -             | -           | -           | -           | 47     | 0      |
| 2005-2006 | Leeds   | FLC        | 44+3       | 0          | FACup+Cdl       | 2+0             | 1+0             | -             | -             | -             | -           | -           | -           | 49     | 1      |
| 2006-2007 | Leeds   | FLC        | 16         | 0          | FACup+Cdl       | 0+2             | 0               |               | -             | -             | -           | -           | -           | 18     | 0      |
| Totale    | Totale  | Totale     | 433        | 2          |                 | 62              | 2               |               | 36            | 0             |             | -           | -           | 531    | 4      |

### Cronologia presenze e reti in nazionale
| Cronologia completa delle presenze e delle reti in nazionale ― Irlanda | Cronologia completa delle presenze e delle reti in nazionale ― Irlanda | Cronologia completa delle presenze e delle reti in nazionale ― Irlanda | Cronologia completa delle presenze e delle reti in nazionale ― Irlanda | Cronologia completa delle presenze e delle reti in nazionale ― Irlanda | Cronologia completa delle presenze e delle reti in nazionale ― Irlanda | Cronologia completa delle presenze e delle reti in nazionale ― Irlanda | Cronologia completa delle presenze e delle reti in nazionale ― Irlanda |
| Data                                                                   | Città                                                                  | In casa                                                                | Risultato                                                              | Ospiti                                                                 | Competizione                                                           | Reti                                                                   | Note                                                                   |
| ---------------------------------------------------------------------- | ---------------------------------------------------------------------- | ---------------------------------------------------------------------- | ---------------------------------------------------------------------- | ---------------------------------------------------------------------- | ---------------------------------------------------------------------- | ---------------------------------------------------------------------- | ---------------------------------------------------------------------- |
| 23-3-1994                                                              | Dublino                                                                | Irlanda                                                                | 0 – 0                                                                  | Russia                                                                 | Amichevole                                                             | -                                                                      |                                                                        |
| 20-4-1994                                                              | Tilburg                                                                | Paesi Bassi                                                            | 0 – 1                                                                  | Irlanda                                                                | Amichevole                                                             | -                                                                      |                                                                        |
| 24-5-1994                                                              | Dublino                                                                | Irlanda                                                                | 1 – 0                                                                  | Bolivia                                                                | Amichevole                                                             | -                                                                      | 46’                                                                    |
| 29-5-1994                                                              | Hannover                                                               | Germania                                                               | 0 – 2                                                                  | Irlanda                                                                | Amichevole                                                             | 1                                                                      | 46’                                                                    |
| 5-6-1994                                                               | Dublino                                                                | Irlanda                                                                | 1 – 3                                                                  | Rep. Ceca                                                              | Amichevole                                                             | -                                                                      |                                                                        |
| 28-6-1994                                                              | East Rutherford                                                        | Norvegia                                                               | 0 – 0                                                                  | Irlanda                                                                | Mondiali 1994 - 1º turno                                               | -                                                                      | 84’                                                                    |
| 4-7-1994                                                               | Orlando                                                                | Paesi Bassi                                                            | 2 – 0                                                                  | Irlanda                                                                | Mondiali 1994 - Ottavi di finale                                       | -                                                                      |                                                                        |
| 7-9-1994                                                               | Riga                                                                   | Lettonia                                                               | 0 – 3                                                                  | Irlanda                                                                | Qual. Euro 1996                                                        | -                                                                      |                                                                        |
| 12-10-1994                                                             | Dublino                                                                | Irlanda                                                                | 4 – 0                                                                  | Liechtenstein                                                          | Qual. Euro 1996                                                        | -                                                                      |                                                                        |
| 16-11-1994                                                             | Belfast                                                                | Irlanda del Nord                                                       | 0 – 4                                                                  | Irlanda                                                                | Qual. Euro 1996                                                        | -                                                                      |                                                                        |
| 29-3-1995                                                              | Dublino                                                                | Irlanda                                                                | 1 – 1                                                                  | Irlanda del Nord                                                       | Qual. Euro 1996                                                        | -                                                                      |                                                                        |
| 26-4-1995                                                              | Dublino                                                                | Irlanda                                                                | 1 – 0                                                                  | Portogallo                                                             | Qual. Euro 1996                                                        | -                                                                      |                                                                        |
| 3-6-1995                                                               | Eschen                                                                 | Liechtenstein                                                          | 0 – 0                                                                  | Irlanda                                                                | Qual. Euro 1996                                                        | -                                                                      |                                                                        |
| 11-6-1995                                                              | Dublino                                                                | Irlanda                                                                | 1 – 3                                                                  | Austria                                                                | Qual. Euro 1996                                                        | -                                                                      |                                                                        |
| 6-9-1995                                                               | Vienna                                                                 | Austria                                                                | 3 – 1                                                                  | Irlanda                                                                | Qual. Euro 1996                                                        | -                                                                      |                                                                        |
| 11-10-1995                                                             | Dublino                                                                | Irlanda                                                                | 2 – 1                                                                  | Lettonia                                                               | Qual. Euro 1996                                                        | -                                                                      |                                                                        |
| 15-11-1995                                                             | Lisbona                                                                | Portogallo                                                             | 3 – 0                                                                  | Irlanda                                                                | Qual. Euro 1996                                                        | -                                                                      |                                                                        |
| 13-12-1995                                                             | Liverpool                                                              | Irlanda                                                                | 0 – 2                                                                  | Paesi Bassi                                                            | Qual. Euro 1996                                                        | -                                                                      |                                                                        |
| 11-2-1997                                                              | Cardiff                                                                | Galles                                                                 | 0 – 0                                                                  | Irlanda                                                                | Amichevole                                                             | -                                                                      | 52’                                                                    |
| 30-4-1997                                                              | Bucarest                                                               | Romania                                                                | 1 – 0                                                                  | Irlanda                                                                | Qual. Mondiali 1998                                                    | -                                                                      | 37’                                                                    |
| 21-5-1997                                                              | Dublino                                                                | Irlanda                                                                | 5 – 0                                                                  | Liechtenstein                                                          | Qual. Mondiali 1998                                                    | -                                                                      | 68’                                                                    |
| 6-9-1997                                                               | Reykjavík                                                              | Islanda                                                                | 2 – 4                                                                  | Irlanda                                                                | Qual. Mondiali 1998                                                    | -                                                                      |                                                                        |
| 10-9-1997                                                              | Vilnius                                                                | Lituania                                                               | 1 – 2                                                                  | Irlanda                                                                | Qual. Mondiali 1998                                                    | -                                                                      | 19’                                                                    |
| 29-10-1997                                                             | Dublino                                                                | Irlanda                                                                | 1 – 1                                                                  | Belgio                                                                 | Qual. Mondiali 1998                                                    | -                                                                      |                                                                        |
| 15-11-1997                                                             | Bruxelles                                                              | Belgio                                                                 | 2 – 1                                                                  | Irlanda                                                                | Qual. Mondiali 1998                                                    | -                                                                      |                                                                        |
| 25-3-1998                                                              | Olomouc                                                                | Rep. Ceca                                                              | 2 – 1                                                                  | Irlanda                                                                | Amichevole                                                             | -                                                                      |                                                                        |
| 22-4-1998                                                              | Dublino                                                                | Irlanda                                                                | 0 – 2                                                                  | Argentina                                                              | Amichevole                                                             | -                                                                      |                                                                        |
| 23-5-1998                                                              | Dublino                                                                | Irlanda                                                                | 0 – 0                                                                  | Messico                                                                | Amichevole                                                             | -                                                                      | Cap.                                                                   |
| 4-9-1999                                                               | Zagabria                                                               | Croazia                                                                | 1 – 0                                                                  | Irlanda                                                                | Qual. Euro 2000                                                        | -                                                                      | 73’                                                                    |
| 9-10-1999                                                              | Skopje                                                                 | Macedonia                                                              | 1 – 1                                                                  | Irlanda                                                                | Qual. Euro 2000                                                        | -                                                                      |                                                                        |
| 23-2-2000                                                              | Dublino                                                                | Irlanda                                                                | 3 – 2                                                                  | Rep. Ceca                                                              | Amichevole                                                             | -                                                                      |                                                                        |
| 2-9-2000                                                               | Amsterdam                                                              | Paesi Bassi                                                            | 2 – 2                                                                  | Irlanda                                                                | Qual. Mondiali 2002                                                    | -                                                                      | 74’                                                                    |
| 15-11-2000                                                             | Dublino                                                                | Irlanda                                                                | 3 – 0                                                                  | Finlandia                                                              | Amichevole                                                             | -                                                                      | 46’                                                                    |
| 24-3-2001                                                              | Nicosia                                                                | Cipro                                                                  | 0 – 4                                                                  | Irlanda                                                                | Qual. Mondiali 2002                                                    | 1                                                                      |                                                                        |
| 28-3-2001                                                              | Barcellona                                                             | Andorra                                                                | 0 – 3                                                                  | Irlanda                                                                | Qual. Mondiali 2002                                                    | -                                                                      |                                                                        |
| 25-4-2001                                                              | Dublino                                                                | Irlanda                                                                | 3 – 1                                                                  | Andorra                                                                | Qual. Mondiali 2002                                                    | -                                                                      |                                                                        |
| 2-6-2001                                                               | Dublino                                                                | Irlanda                                                                | 1 – 1                                                                  | Portogallo                                                             | Qual. Mondiali 2002                                                    | -                                                                      |                                                                        |
| 6-6-2001                                                               | Tallinn                                                                | Estonia                                                                | 0 – 2                                                                  | Irlanda                                                                | Qual. Mondiali 2002                                                    | -                                                                      |                                                                        |
| 15-8-2001                                                              | Dublino                                                                | Irlanda                                                                | 2 – 2                                                                  | Croazia                                                                | Amichevole                                                             | -                                                                      | 84’                                                                    |
| 1-9-2001                                                               | Dublino                                                                | Irlanda                                                                | 1 – 0                                                                  | Paesi Bassi                                                            | Qual. Mondiali 2002                                                    | -                                                                      | 2’                                                                     |
| 10-11-2001                                                             | Dublino                                                                | Irlanda                                                                | 2 – 0                                                                  | Iran                                                                   | Qual. Mondiali 2002                                                    | -                                                                      | 83’                                                                    |
| 15-11-2001                                                             | Teheran                                                                | Iran                                                                   | 1 – 0                                                                  | Irlanda                                                                | Qual. Mondiali 2002                                                    | -                                                                      | 82’                                                                    |
| 13-2-2002                                                              | Dublino                                                                | Irlanda                                                                | 2 – 0                                                                  | Russia                                                                 | Qual. Mondiali 2002                                                    | -                                                                      | 46’                                                                    |
| 27-3-2002                                                              | Dublino                                                                | Irlanda                                                                | 3 – 0                                                                  | Danimarca                                                              | Amichevole                                                             | -                                                                      |                                                                        |
| 17-4-2002                                                              | Dublino                                                                | Irlanda                                                                | 2 – 1                                                                  | Stati Uniti                                                            | Amichevole                                                             | -                                                                      | 46’                                                                    |
| 16-5-2002                                                              | Dublino                                                                | Irlanda                                                                | 1 – 2                                                                  | Nigeria                                                                | Amichevole                                                             | -                                                                      | 60’                                                                    |
| 1-6-2002                                                               | Niigata                                                                | Irlanda                                                                | 1 – 1                                                                  | Camerun                                                                | Mondiali 2002 - 1º turno                                               | -                                                                      |                                                                        |
| 5-6-2002                                                               | Kashima                                                                | Germania                                                               | 1 – 1                                                                  | Irlanda                                                                | Mondiali 2002 - 1º turno                                               | -                                                                      | 73’                                                                    |
| 11-6-2002                                                              | Yokohama                                                               | Arabia Saudita                                                         | 0 – 3                                                                  | Irlanda                                                                | Mondiali 2002 - 1º turno                                               | -                                                                      | 80’                                                                    |
| 16-6-2002                                                              | Suwon                                                                  | Spagna                                                                 | 1 – 1 dts (3 – 2 dtr)                                                  | Irlanda                                                                | Mondiali 2002 - Ottavi di finale                                       | -                                                                      | 55’                                                                    |
| 21-8-2002                                                              | Helsinki                                                               | Finlandia                                                              | 0 – 3                                                                  | Irlanda                                                                | Amichevole                                                             | -                                                                      |                                                                        |
| 16-10-2002                                                             | Dublino                                                                | Irlanda                                                                | 1 – 2                                                                  | Svizzera                                                               | Qual. Euro 2004                                                        | -                                                                      |                                                                        |
| Totale                                                                 |                                                                        | Presenze                                                               | 52                                                                     |                                                                        | Reti                                                                   | 2                                                                      |                                                                        |

## Palmarès

### Club

#### Competizioni nazionali
- Campionato inglese: 1

Leeds: 1991-1992
- Community Shield: 1

Leeds: 1992